# Bolognetta
Bolognetta is een gemeente in de Italiaanse provincie Palermo (regio Sicilië) en telt 3632 inwoners (31-12-2004). De oppervlakte bedraagt 27,6 km², de bevolkingsdichtheid is 132 inwoners per km².

## Demografie
Bolognetta telt ongeveer 1294 huishoudens. Het aantal inwoners steeg in de periode 1991-2001 met 11,6% volgens cijfers uit de tienjaarlijkse volkstellingen van ISTAT.
| Jaar | Inwoneraantal |
| ---- | ------------- |
| 1991 | 3112          |
| 2001 | 3472          |

## Geografie
De gemeente ligt op ongeveer 300 m boven zeeniveau.
Bolognetta grenst aan de volgende gemeenten: Baucina, Casteldaccia, Marineo, Misilmeri, Ventimiglia di Sicilia, Villafrati.